# Favolus intestinalis
Favolus intestinalis är en svampart som beskrevs av Berk. 1851. Favolus intestinalis ingår i släktet Favolus och familjen Polyporaceae.   Inga underarter finns listade i Catalogue of Life.